# Ševarlije (gmina Kozarska Dubica)
Ševarlije (cyr. Шеварлије) – wieś w Bośni i Hercegowinie, w Republice Serbskiej, w gminie Kozarska Dubica. W 2013 roku liczyła 228 mieszkańców.